# Vicovu de Sus
Vicovu de Sus je rumunské město v župě Sučava. V roce 2011 zde žilo 13 308 obyvatel. Administrativně k městu náleží i vesnice Bivolărie. Město leží nedaleko hranic Rumunska s Ukrajinou.

## Rodáci
- Aurel Onciul (1864–1921) – politik